# 青蒜
青蒜（あおひる）は、飛鳥時代に津軽地方にいた蝦夷の有力者。斉明天皇4年（658年）に津軽郡少領に任命され、飛鳥の都に上って小乙下の冠位を授けられた。

## 事績
史書の中で青蒜の名は、『日本書紀』の斉明天皇4年（658年）7月条にのみ現れる。これより先の4月に、阿倍比羅夫は船団を率いて本州日本海岸を北上し、齶田（現在の秋田）と渟代（現在の能代）の蝦夷を降して齶田の蝦夷恩荷の誓いを容れ、渟代と津軽の郡領を定めた。7月になって蝦夷が多数来朝して位を授けられ、饗応された。そのとき津軽郡大領の馬武が大乙上、少領青蒜が小乙下、勇健者2人が位一階（立身）を授かった。これにより、4月に任命された津軽の郡領は馬武と青蒜であろうと推測できる。
しかし、日本書紀は当時の評（こおり）を郡（こおり）と字を改めて書くことで一貫しており、津軽郡は正しくは津軽評、郡領は評造または評督であろう。同時に位を授かった渟代郡の少領ばかりか、都岐沙羅柵・渟足柵の柵造とも同じ位だから、青蒜の小乙下は厚遇と言ってよい。
阿部比羅夫の3回の遠征については、同じ事実が異なる年に重複して出ていると考える説が多い。青蒜が出てくる斉明天皇4年7月の記事を、元年7月の記事の重複と考え、4年4月に津軽郡領に任命されたのは齶田の恩荷だと解釈する説がある。